# Tăuții-Măgherăuș
Tăuții-Măgherăuș (Hongaars: Miszmogyorós) is een stad (oraș) in het Roemeense district Maramureș. De gemeente bestaat naast het stadje uit zes dorpen: Băița (Láposbánya), Bozânta Mare (Nagybozinta), Bușag (Buság), Merișor, Nistru (Miszbánya) en Ulmoasa (Szilas). 
In de gemeente bevindt zich de luchthaven van Baia Mare.
De plaats kreeg in 2004 stadsrechten. De eigenlijke stad is ontstaan uit twee dorpen waarvan een Tăuţii de Jos (Misztótfalu) was. Dit plaatstje was volledig Hongaarstalig.
In de gemeente werd de beroemde Hongaar Misztótfalusi Kis Miklós geboren, hij drukte in Amsterdam in 1680 de eerste Hongaarstalige bijbel.

## Bevolking
De gemeente telde in 2011 7.136 inwoners. Hiervan waren er 5.891 Roemeen (83%) en 847 Hongaar (12%). De meeste Hongaren wonen in de plaatsen Tautii-Magheraus en Baita.